# Notocolossus
Notocolossus (il cui nome significa "colosso del sud") è un genere estinto di dinosauro sauropode lithostrotia vissuto nel Cretaceo superiore circa 86 milioni di anni fa, in quella che è oggi l'Argentina. L'unica specie ascritta a questo genere è N. gonzalezparejasi.

## Descrizione

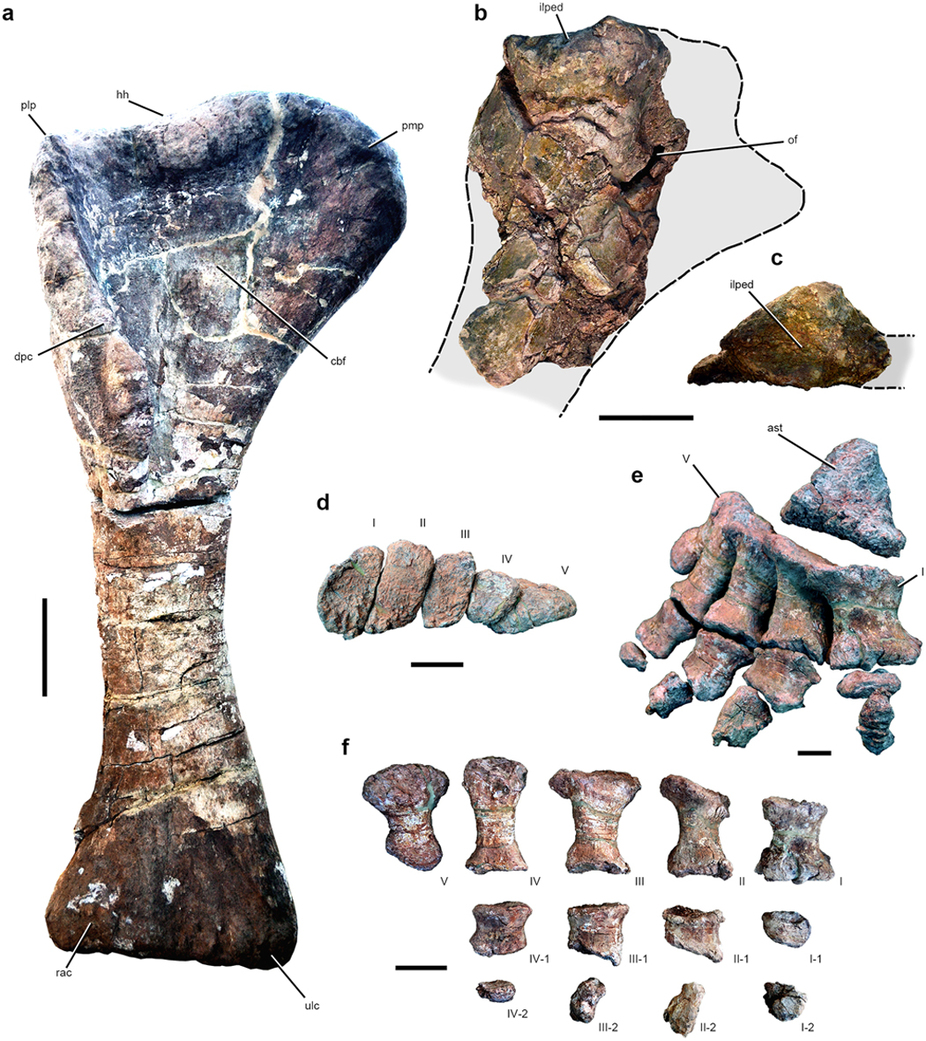
Ossa degli arti di N. gonzalezparejasi

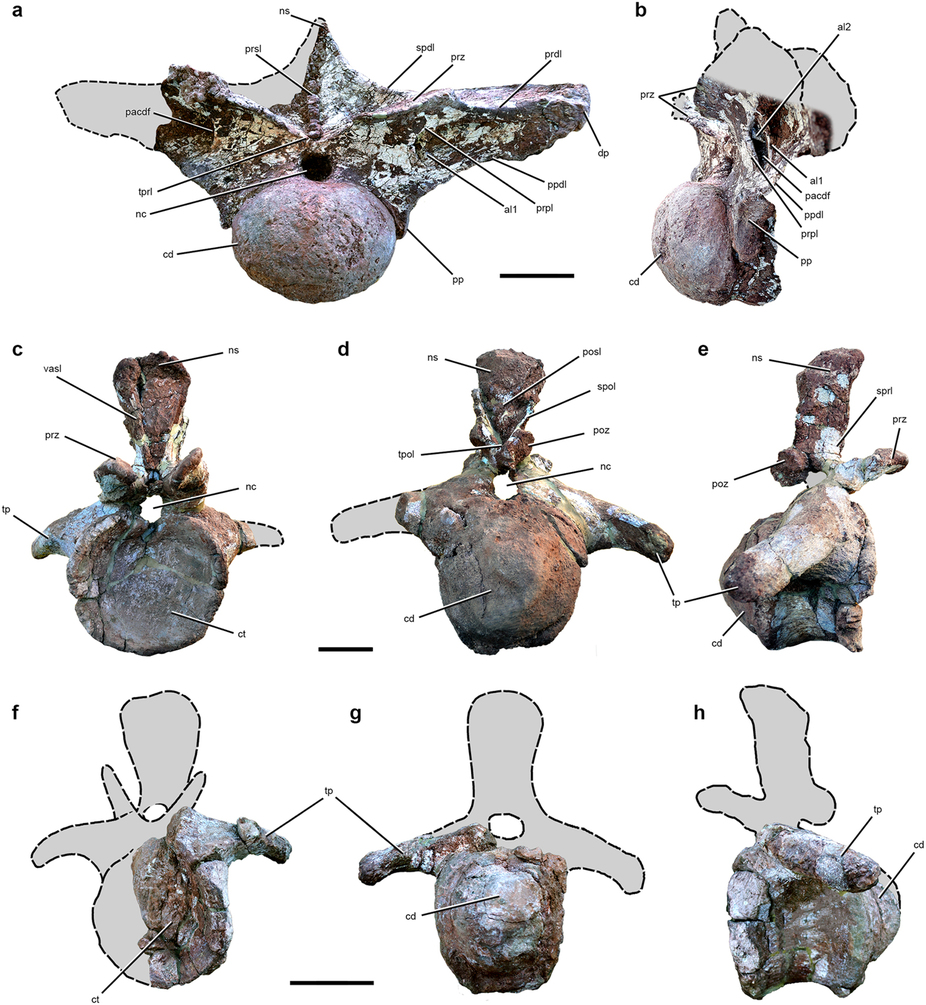
Ossa degli arti di N. gonzalezparejasi

Notocolossus è un classico sauropode titanosauride, dotato di un voluminoso corpo, sorretto da quattro robuste zampe a colonna, oltre a possedere un lungo collo dotato di una piccola testa e un'altrettanto lunga coda che serviva per difesa e per bilanciare il peso del corpo. Le dimensioni di questo animale sono impressionanti: l'esemplare ritrovato doveva essere lungo tra i 25-28 metri (82-92 ft) per un peso di 60.000 kg (132.000 libbre), vale a dire il peso di ben 13 elefanti. Ciò fa di lui uno dei più grandi dinosauri mai scoperti.
Una delle caratteristiche maggiormente riscontrate in questo animale sono le gambe e i piedi: in Notocolossus l'omero misura ben 1,76 metri (5,8 ft). Il piede posteriore di questo gigante era piuttosto compatto, con un metatarso omogeneo, che i paleontologi identificano come un adattamento a supportare l'eccezionale peso dell'animale. Il piede inoltre presenta degli artigli-zoccoli dalla forma troncata, caratteristiche inusuale nei sauropodi.
L'olotipo di questo animale fu scoperto dal paleontologo Bernard Gonzalez Riga nella Provincia di Mendoza. L'olotipo contiene varie ossa dell'animale facendone uno dei sauropodi meglio conosciuti. Tra le ossa ritrovate si contano: un omero completo di ben 1,76 metri, un piede posteriore completo, una vertebra anteriore dorsale e alcune vertebre caudali più una sacrale. Il fossile è stato ritrovato grazie alla collaborazione della Universidad Nacional de Cuyo in Mendoza, Argentina e dell'assistente curatore della Paleontologia dei Vertebrati del Carnegie Natural History Museum, Matt Lamanna.